# ジョゼフ・マウル
ジョゼフ・マウル（Joseph Daniel Turner Mawle、1974年3月21日 - ）は、イギリスの俳優。ジョセフ･モウルとの表記もある。
オックスフォード出身。ブリストル・オールド・ヴィック演劇学校（Bristol Old Vic Theatre School）に学ぶ。テレビドラマを中心に出演、『ゲーム・オブ・スローンズ』のベンジェン・スターク役などで知られる。

## 主な出演作品

### 映画
- ダンケルク 史上最大の撤退作戦・奇跡の10日間 Dunkirk (2004) テレビ映画
- ビートン夫人の秘密の人生 The Secret Life of Mrs Beeton (2006) テレビ映画
- 説きふせられて Persuasion (2007) テレビ映画
- レッド・ライディング II :1980 Red Riding: In the Year of Our Lord 1980 (2009) テレビ映画
- 大暴落 サブプライムに潜む罠 Freefall (2009) テレビ映画
- ハートレス Heartless (2009)
- 名探偵ポワロ「オリエント急行の殺人」 Poirot: Murder on the Orient Express (2010) テレビ映画
- ファクトリー・ウーマン Made in Dagenham (2010)
- アウェイクニング The Awakening (2011)
- シャドー・チェイサー The Cold Light of Day (2012)
- リンカーン/秘密の書 Abraham Lincoln: Vampire Hunter (2012)
- ザ・ハロウ/侵蝕 The Hallow (2015)
- マッド・ドライヴ Kill Your Friends (2015)
- 白鯨との闘い In the Heart of the Sea (2015)
- アンダー・ザ・ウォーター QEDA (2017)
- 赤い闇 スターリンの冷たい大地で Mr. Jones (2019)

### テレビドラマ
- エクスカリバー 聖剣伝説 Merlin (1998) ミニシリーズ、クレジットなし
- Sir Gadabout, the Worst Knight in the Land (2002)
- 法医学捜査班 silent witness Silent Witness (2006)
- ダルジール警視 Dalziel and Pascoe (2006)
- ウェイキング・ザ・デッド 迷宮事件特捜班 Waking the Dead (2009)
- 恋する女たち Women in Love (2011) ミニシリーズ
- ゲーム・オブ・スローンズ Game of Thrones (2011-2017)
- 愛の記憶はさえずりとともに Birdsong (2012) ミニシリーズ
- THE TUNNEL/トンネル-国境に落ちた血 The Tunnel (2013)
- リッパー・ストリート Ripper Street (2013-2016)
- センス8 Sense8 (2015)
- トロイ伝説: ある都市の陥落 Troy: Fall of a City (2018)
- マザー・ファーザー・サン MotherFatherSon (2019) ミニシリーズ
- ロード・オブ・ザ・リング:力の指輪 (2022)[3][4][5][6]
- 1923 1923 (2022)